# Fulufjällets nationalpark
Fulufjällets nationalpark är en av Sveriges nationalparker och ligger i Särna socken i Älvdalens kommun i nordvästra Dalarna, intill gränsen mot Trysils kommun i Norge. Nationalparken gränsar till Fulufjellet nasjonalpark på norska sidan gränsen.
Fulufjällets nationalpark ligger i södra delen av fjällkedjan  i nordvästra Dalarna och det är ett nästintill orört naturområde. Området ligger ungefär 150 km från Mora och 60 km från Idre. Fulufjället ligger cirka 25 km väster om Särna nära den norska gränsen. I Fulufjällets nationalpark finns ett av Sveriges högsta vattenfall samt urgamla tallskogar och granskogar. Här finns även en stor fjällplatå med unik geologi och många mil leder med flera raststugor. Fulufjällets nationalpark bildades år 2002 och omfattar 385 kvadratkilometer och är den största utanför Norrbottens län.

## Historik
När Fulufjällets nationalpark invigdes 2002 var syftet med att bilda parken att bevara ett sydligt fjällområde, som hade en speciell vegetation och stora naturvärden i orört skick. På flera ställen i parken finns det spår av människor som levt på Fulufjället. Gravrösen från järnåldern finns i kanten av kalfjället. En ring av stenar, altarringen uppe på fjället, har troligtvis använts för falkfångst. Ända in på 1800-talet fångades de ljusa, nästan vita jaktfalkarna. De är världens största falk och den förekommer i fjälltrakter och på tundra. Jaktfalkarna var de mest eftertraktade. På fjällsidan fanns det för inte så länge sedan fortfarande fäbodar, som användes under sommaren. I skogen och på fjället släpptes djuren för att beta.
År 1995 kom planerna för nationalpark på allvar igång. Att bevara ett sydligt fjällområde med speciell vegetation och stora naturvärden i orört skick var syftet med att bilda parken. Till en början mötte planerna hårt motstånd av lokalbefolkningen. Fulufjället indelades i fyra zoner med olika bestämmelser för att tillmötesgå lokalbefolkningen. En tioårig övergångsperiod för småviltsjakt upprättades också. Området delades in i zoner för att kunna behålla den viktigaste lokala skoteråkningen  samt den lokala jakten och det viktigaste fisket utanför parkens inre del. Huvuddelen av kalfjället består av en orörd zon, som omfattar 60 procent av parkens areal, som inte har några verksamheter som påverkar naturen och naturupplevelserna.

### Spår efter det värsta ovädret på mer än tusen år
Huvudartikel: Regnkatastrofen på Fulufjället 1997
Det värsta regnovädret i Sverige på långt mer än tusen år drog in över Fulufjället i augusti 1997. Blixtar slog ner på Fulufjället mer än 700 gånger. Regnvädret drog in och stannade kvar över Fulufjället, och det bedöms att det föll omkring 400 mm regn under ett dygn på fjällkammens östkant. Regnmängden fick stora stenblock att lossna från fjället. Stora Göljån, som bara var några meter bred, fick plötsligt ta emot ett vattenflöde som motsvarade Dalälvens utlopp vid Älvkarleby. När man besöker Göljån idag, kan man se blommor, mossor och lavar på de grushögar som kastades upp när vattnet sprängde dammen och en stor flodvåg svepte fram. På sin väg forsade vattnet ner och drog med sig sten, sand och grus och fällde ner träd. Träden lade sig ibland på tvären och dämde upp vattnet. Vattnet sprängde snart dammen och en stor flodvåg svepte vidare. När den stora vågen kom, gick flera träd av flera meter över marken. Leden som går genom Göljådalen är bitvis är svår att gå. Erosionsspåren efter det intensiva ovädret den 30–31 augusti 1997 är en sevärdhet. I berg och jordsluttningar eroderade vattenmassorna och vattnet bröt nya lopp.

## Njupeskärs vattenfall - ett av Sveriges högsta vattenfall på 93 meter

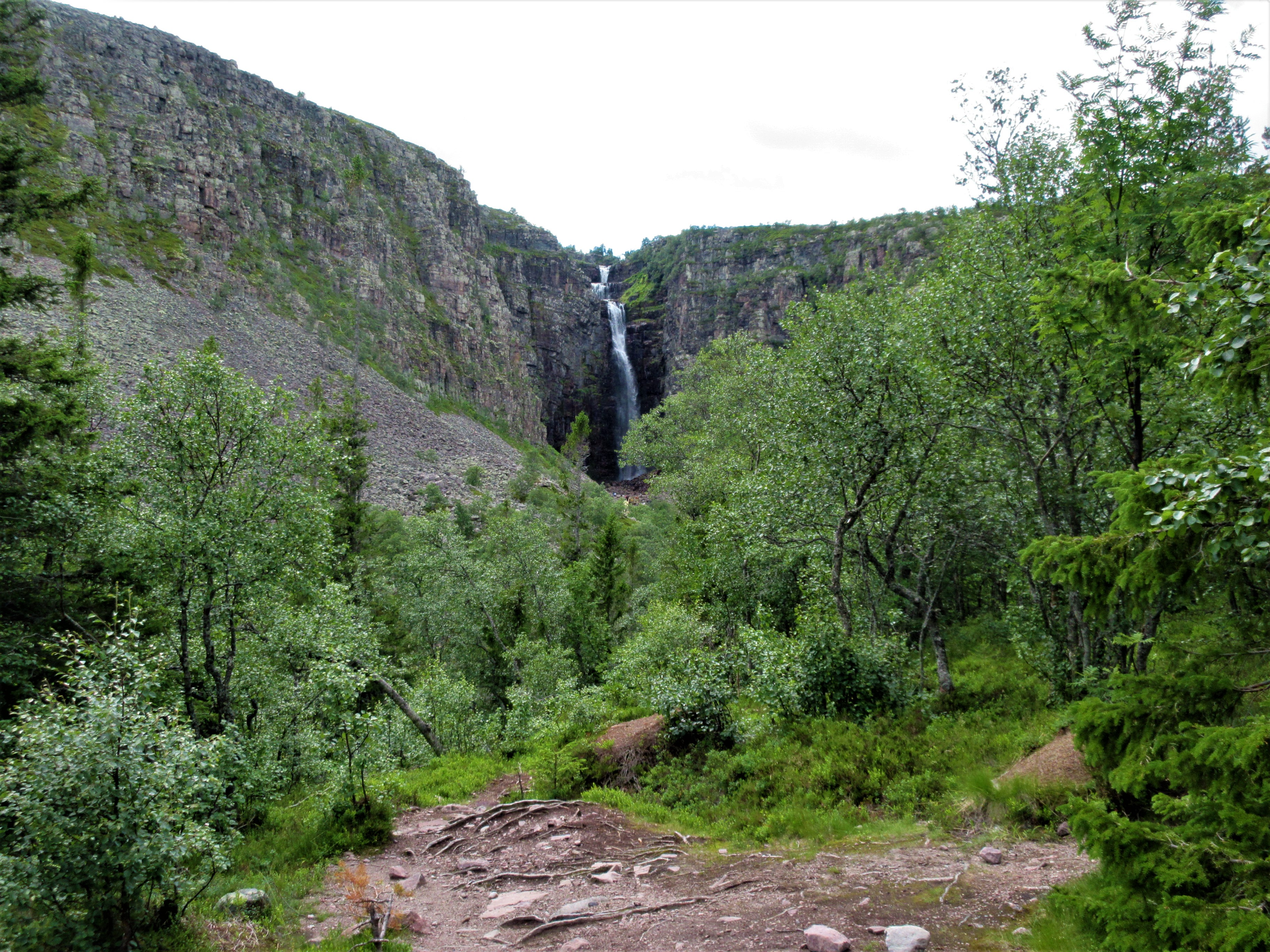
Njupeskärs vattenfall sett från rastplatsen på vandringsstigen. Härifrån leder en ramp ända fram till Njupeskär så att man kan betrakta vattenfallet på närmare avstånd.

Vid Fulufjället finns ett av Sveriges högsta vattenfall men inte det högsta, Njupeskär som är 93 meter högt, med en fri fallhöjd om 70 meter. Njupeskärs vattenfall är därmed ett av Sveriges högsta. Intill fallet finns det många ovanliga mossor, lavar och kärlväxter som växer i forsdimman. För att överleva kräver flera av dessa växter ständig fukt. De högsta punkterna, Storhön (1 039 m ö.h.) och Brattfjället (1 042 m ö.h.), ligger på en högplatå på drygt 900 meters höjd. Vattenfallet Njupeskär har bildats av Njupån. I Dalälvens huvudavrinningsområde ingår Stora Rörsjön och den avvattnas av vattendraget Stora Njupån. Stora Rörsjön ingår i ett delavrinningsområde för Utloppet av Stora Rörsjön.
Vid Njupeskärs vattenfall har en djup skåra skurit sig in i sandstenslagren. Detta kan sägas utgöra ett "skolexempel" på bakåtskridande erosion. Vid sommarsolståndet kring midsommar kan solljuset leta sig längst in till vattenfallet, som då får ett magiskt silverljus. Detta gäller endast under några få dagar kring midsommar och det inträffar bara på morgonen mellan klockan 03.00 och 05.00.
Många år efter den första artikeln om att Njupeskär inte är det högsta vattenfallet i Sverige har nu Fulufjällets naturrum ändrat texten om vilket fall som är högst. Artikelskrivaren Claes Grundsten skrev 2014 en artikel i Svenska Turistföreningens tidskrift Turist.
Det högsta vattenfallet i Sverige är cirka 300 meter högt. Det är Tvillingfallen, eller Greven och Grevinnan, som är Sveriges högsta vattenfall. Tvillingfallen är två vattenfall i Stora Sjöfallets nationalpark i Gällivare kommun i norra Lappland. Claes Grundsten kom fram till att Tvillingfallen i Stora Sjöfallets nationalpark nämligen tycks vara mer än dubbelt så höga som Njupeskärs vattenfall, även om den lodräta, fritt fallande höjden är lägre.

## Old Tjikko
Huvudartikel: Old Tjikko
På Fulufjället växer Granen Old Tjikko, som är en klon av en gran, som växt på samma ställe i 9 550 år. Genom att skjuta nya rotskott har granen överlevt sedan den slog rot på Fulufjället strax efter den senaste istiden. Granen har växt mer som en buske under kalla perioder, men när klimatet har varit mer gynnsamt, har granen sett ut som ett träd. Leif Kullman på Umeå universitet har undersökt trädgränsen på Fulufjället och hittade då vedrester under granen, som åldersbestämdes med kol-14-metoden. Därvid konstaterades att granen är samma genetiska individ, som i över 9 000 år funnits på denna plats.
Old Tjikko är världens nu äldsta levande trädindivid.

## Naturum Fulufjället
Vid Fulufjällets nationalparks huvudentré, vid Njupeskärsentrén, ligger Naturum Fulufjället. Vid Njupeskärsentrén finns en stor parkering och en servering, Njupeskärsserveringen, som är öppen juni-september. Fika finns att köpa på Naturum för övriga tider. Vintertid plogas vägen upp till parkeringen och till Naturum.
I Naturum Fulufjället kan man titta på utställningar om Fulufjället, delta i olika föreläsningar, aktiviteter och guidade turer samt få vandringstips. För vandring startar många av sommarlederna på Fulufjället startar också här vid Naturum. Fulufjällets nationalpark är alltid öppen.

## Bildgalleri

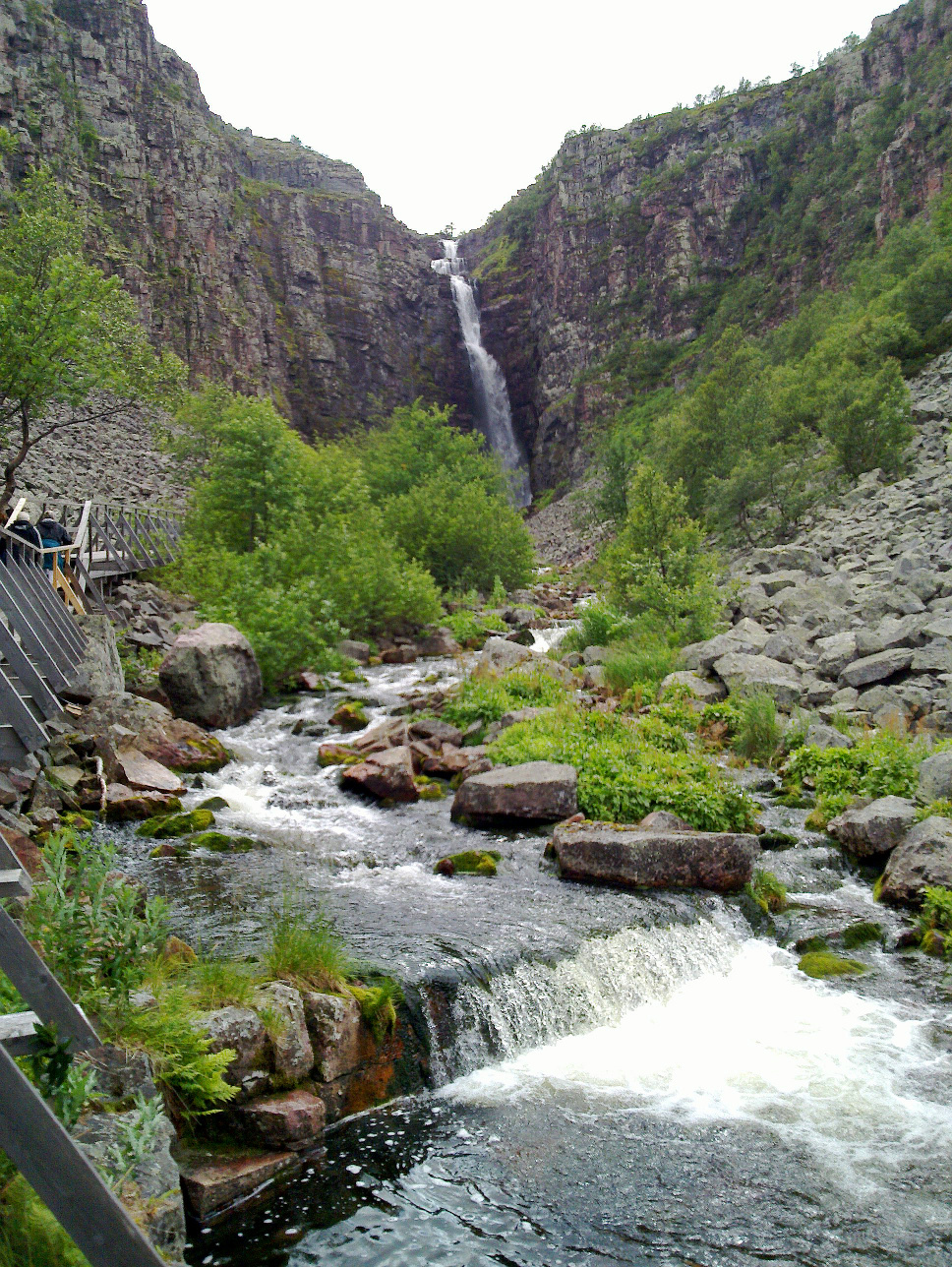
Vattenfallet Njupeskär.
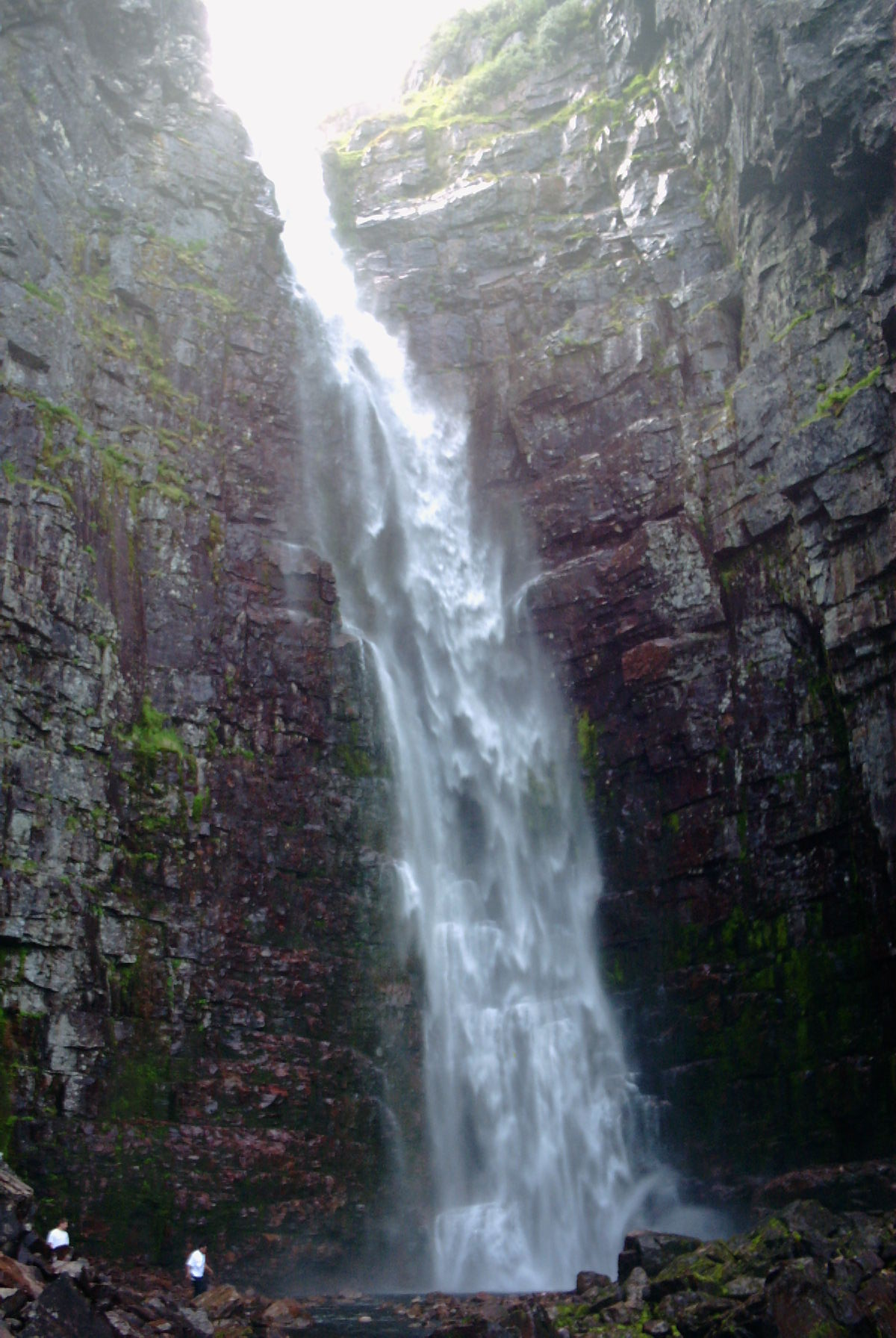
Vattenfallet Njupeskär.
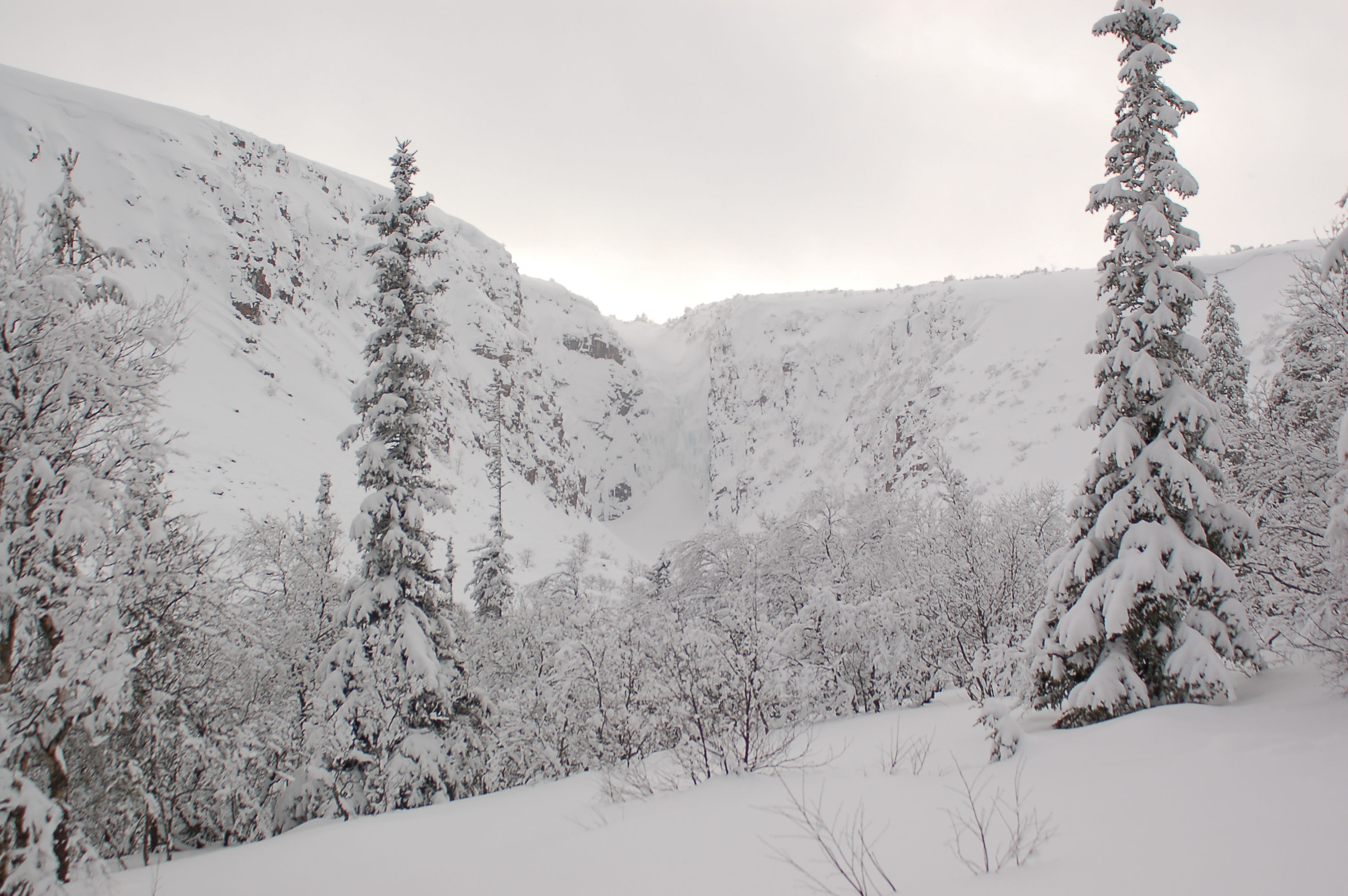
Vinterbild över vattenfallet Njupeskär.
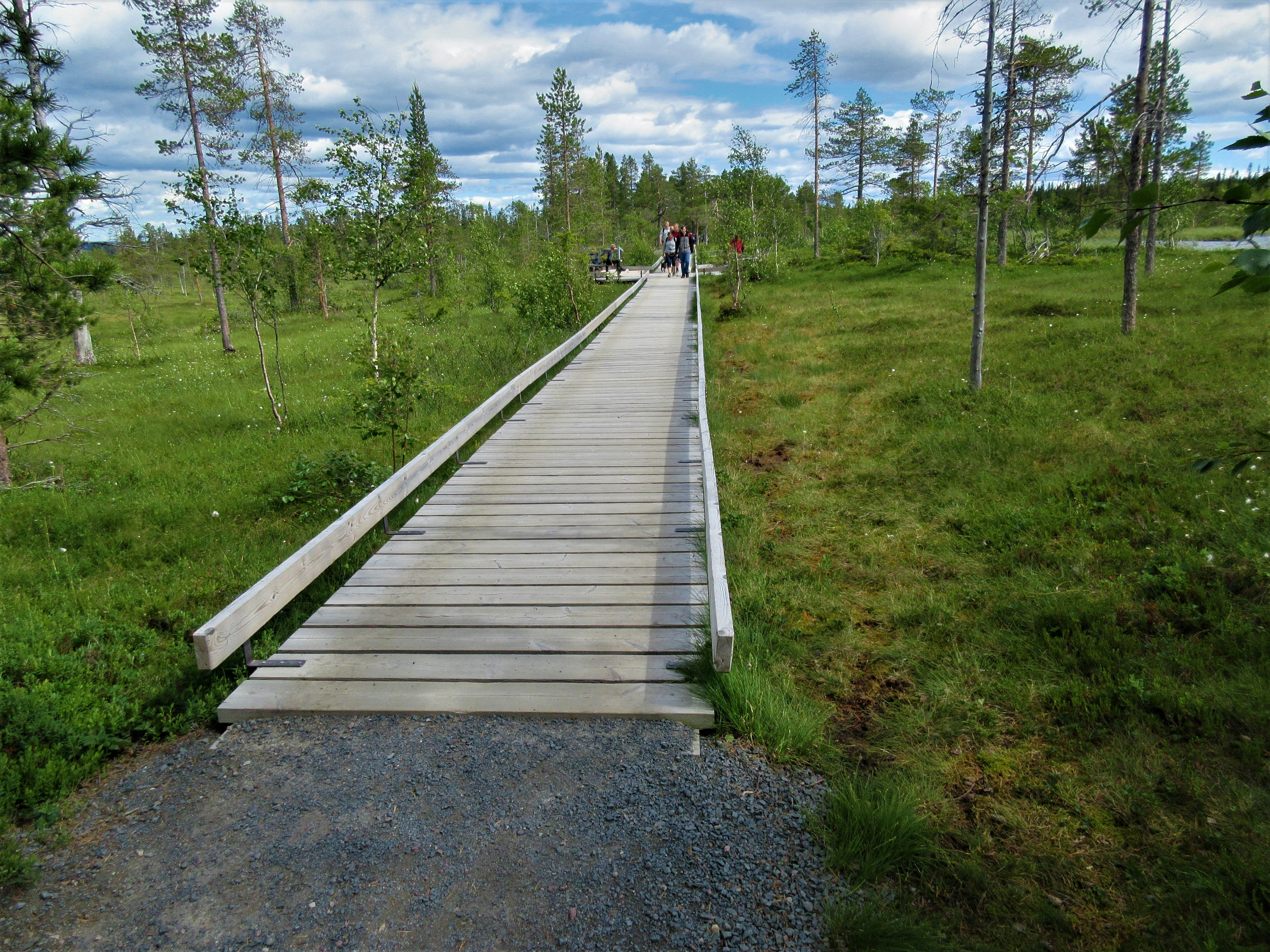
Njupeskärsslingan med spång över träskmarken.
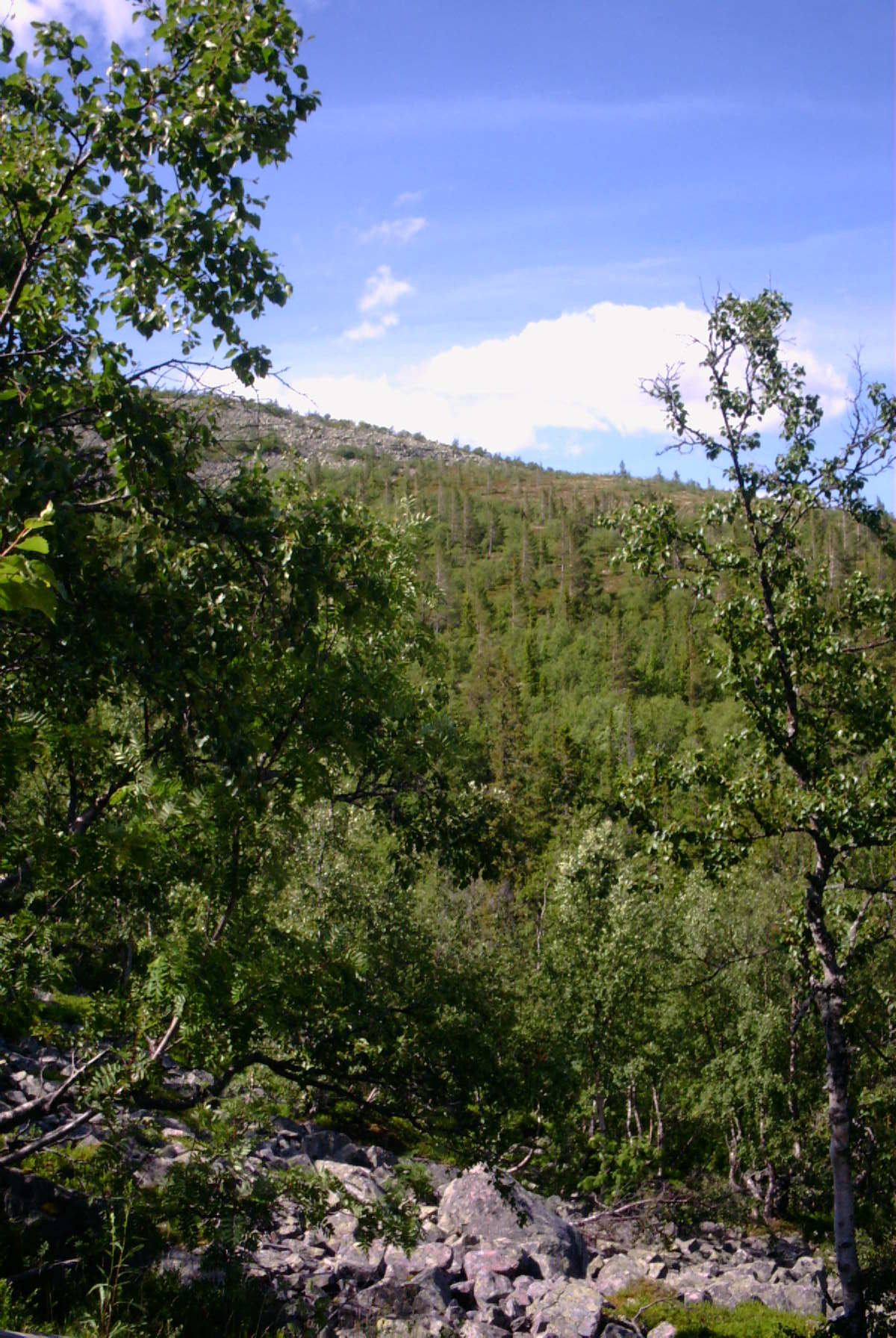
Vy över Fulufjället.
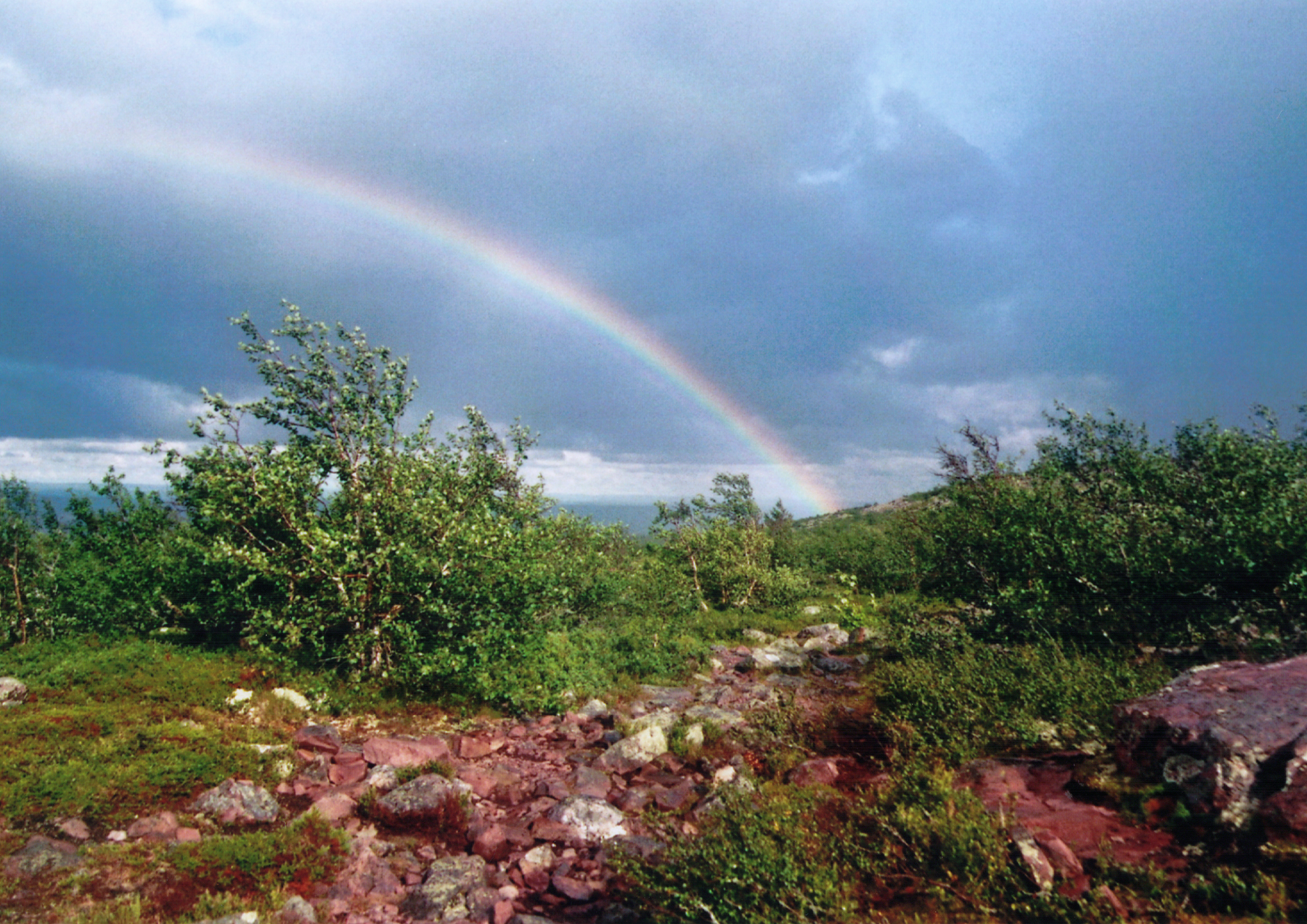
Regnbåge över Fulufjället nära Njupeskär.
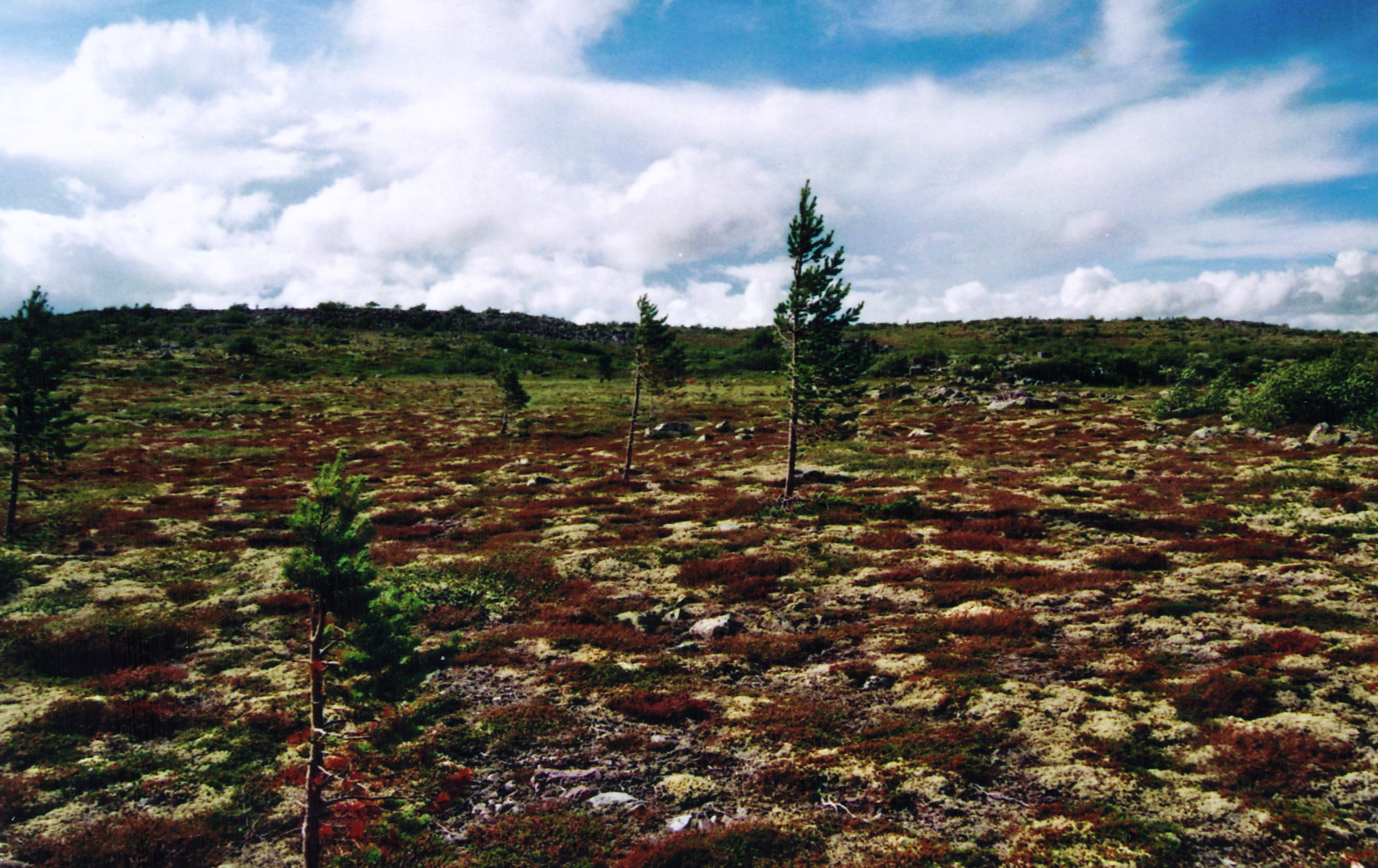
Fulufjället på den svenska sidan.
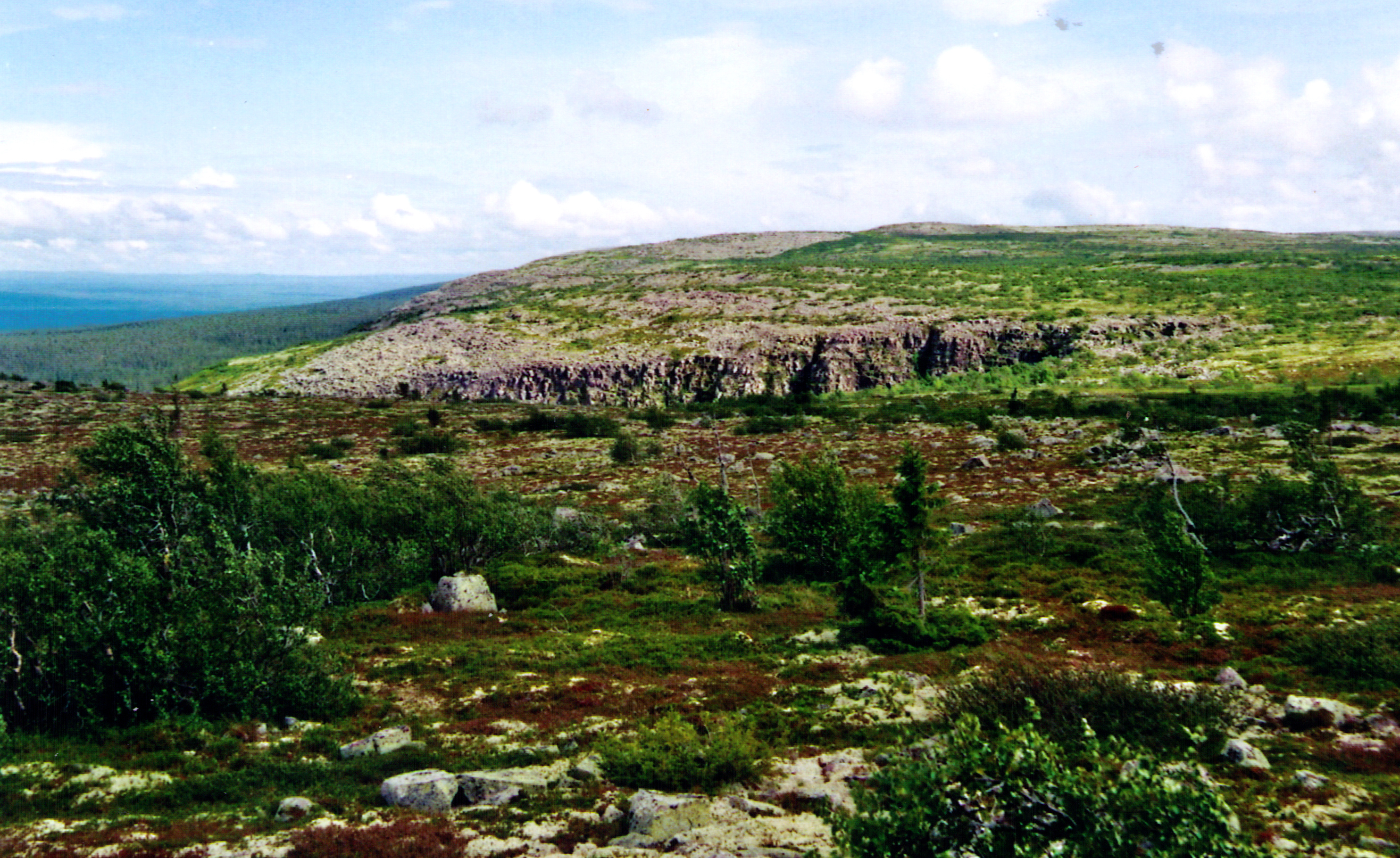
Fulufjället nära Njupeskärs vattenfall, som syns i mitten av bilden.
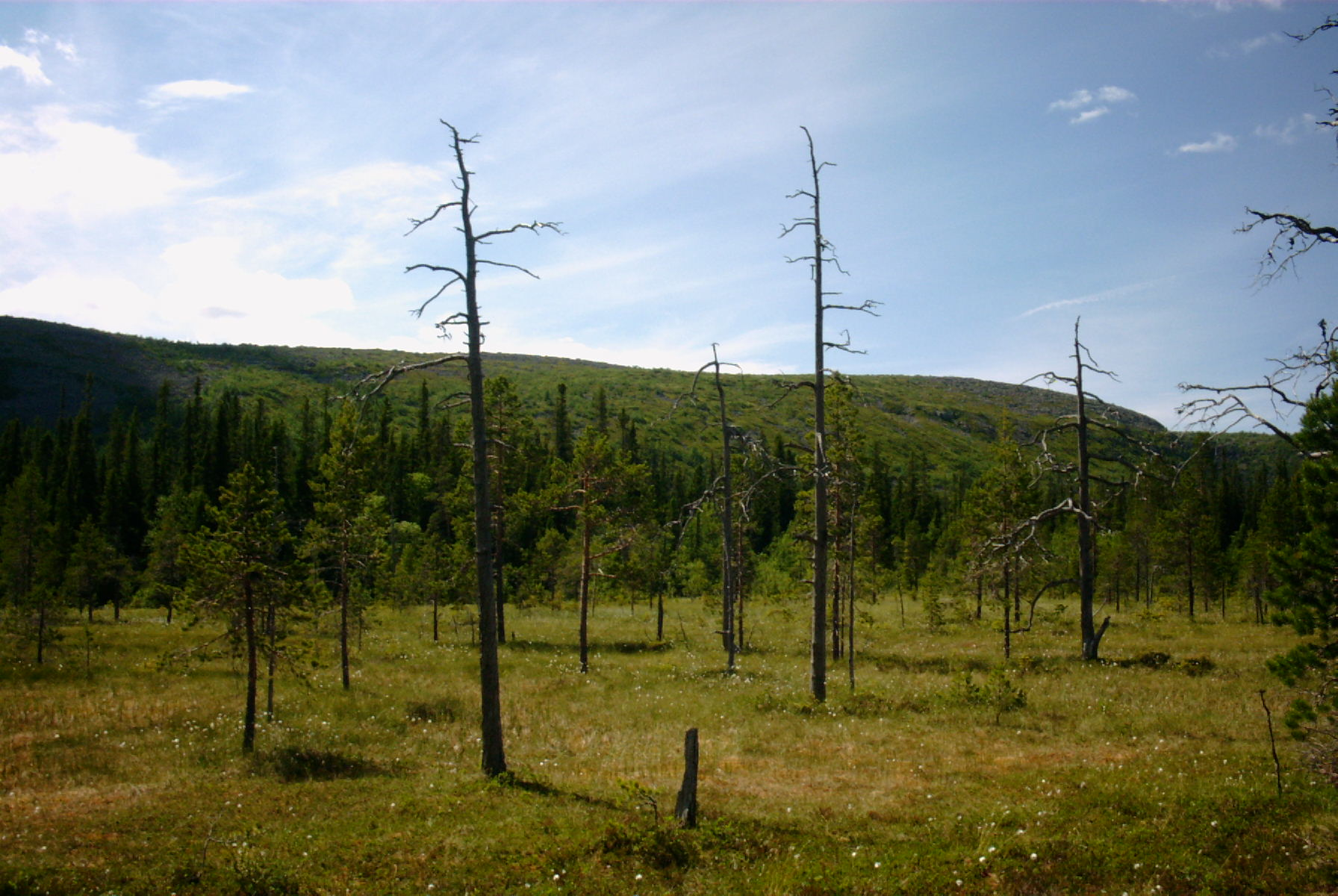
Landskap i Fulufjällets nationalpark.
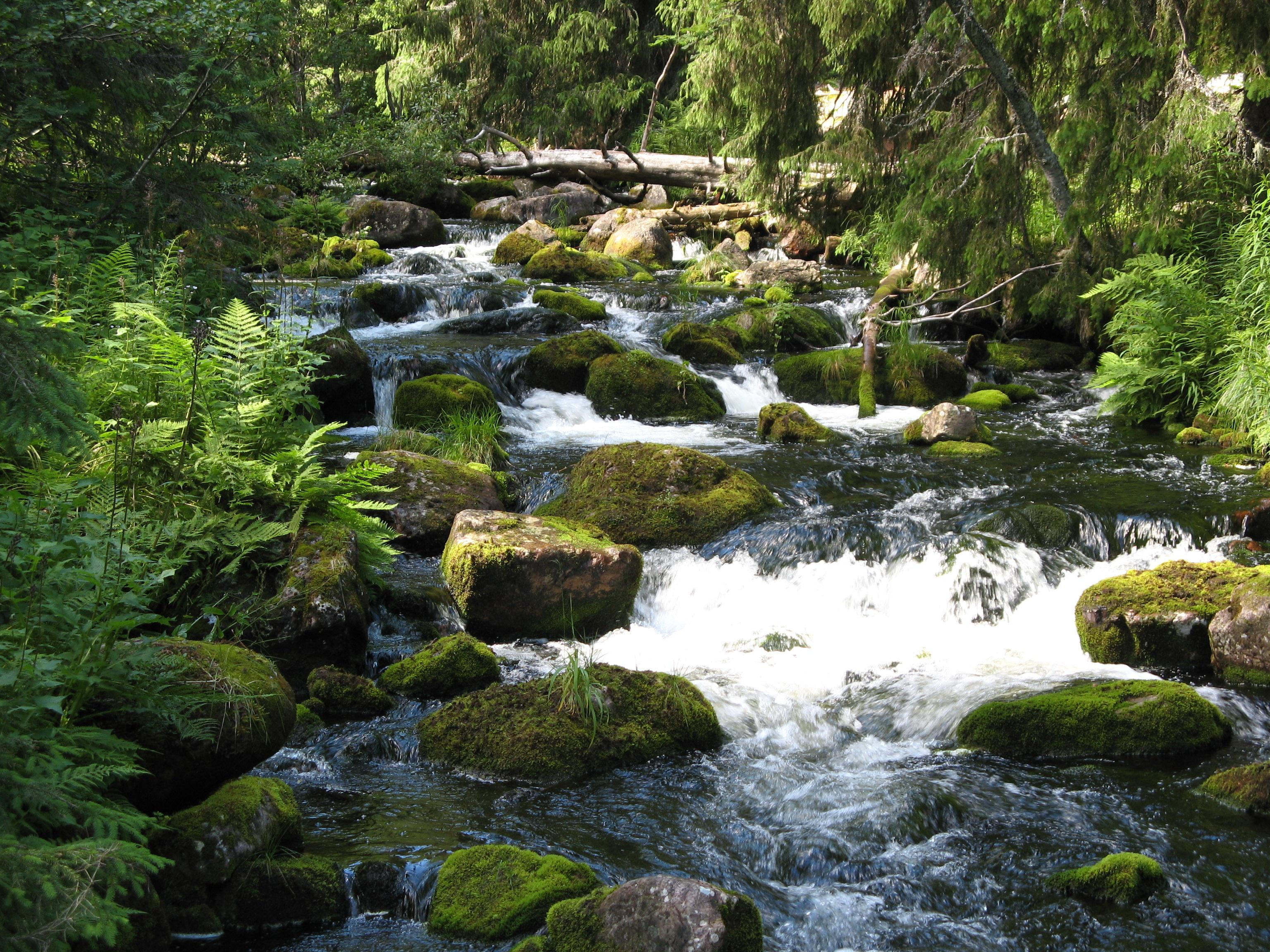
Bäck i Fulufjällets nationalpark.
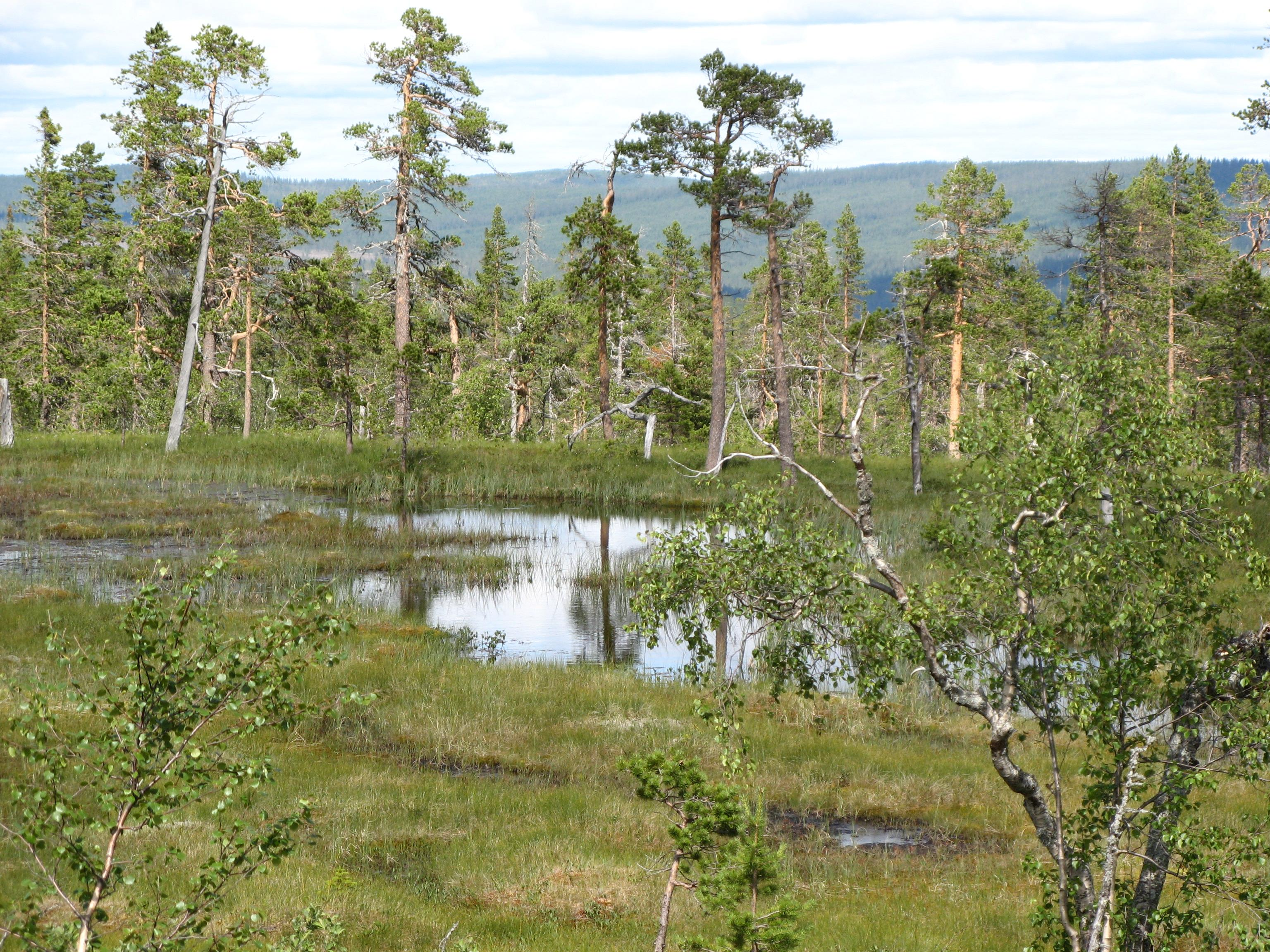
Träskmark i Fulufjällets nationalpark.
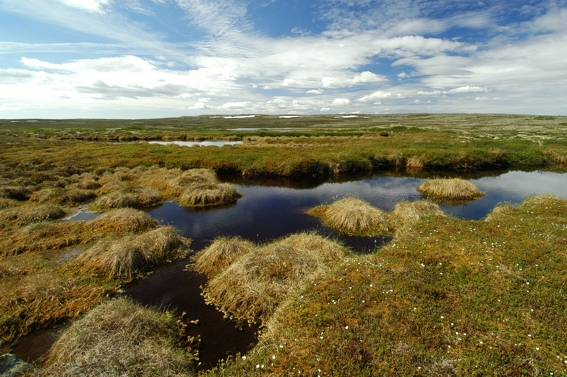
Fulufjällets omväxlande platå.
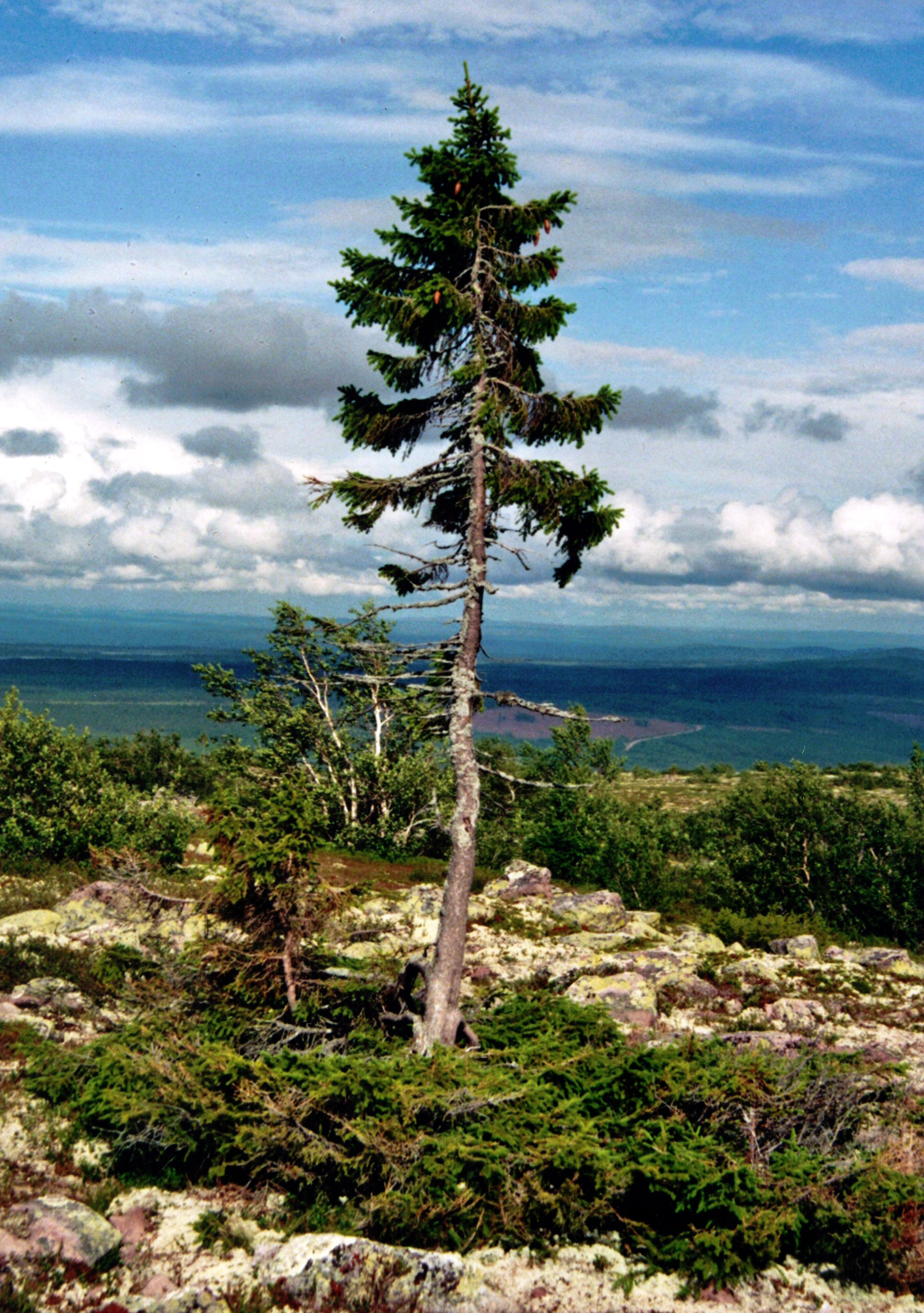
Old Tjikko, världens äldsta träd, 9 550 år gammalt, mätt efter åldern på dess rotsystem. Den synliga delen är mycket yngre. Trädet är en kungsgran.
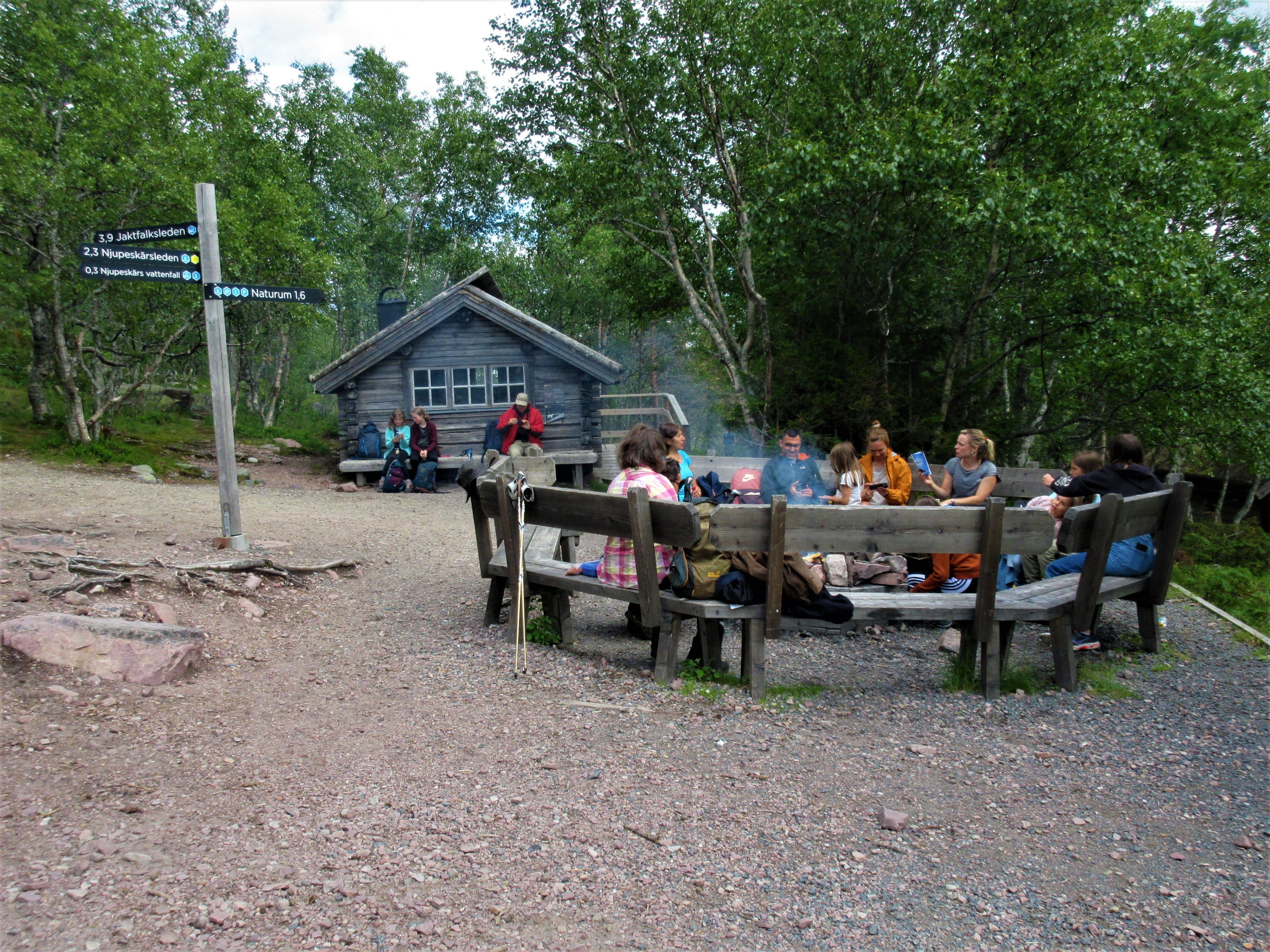
Raststuga vid leden, varifrån man har utsikt mot Njupeskärs vattenfall.
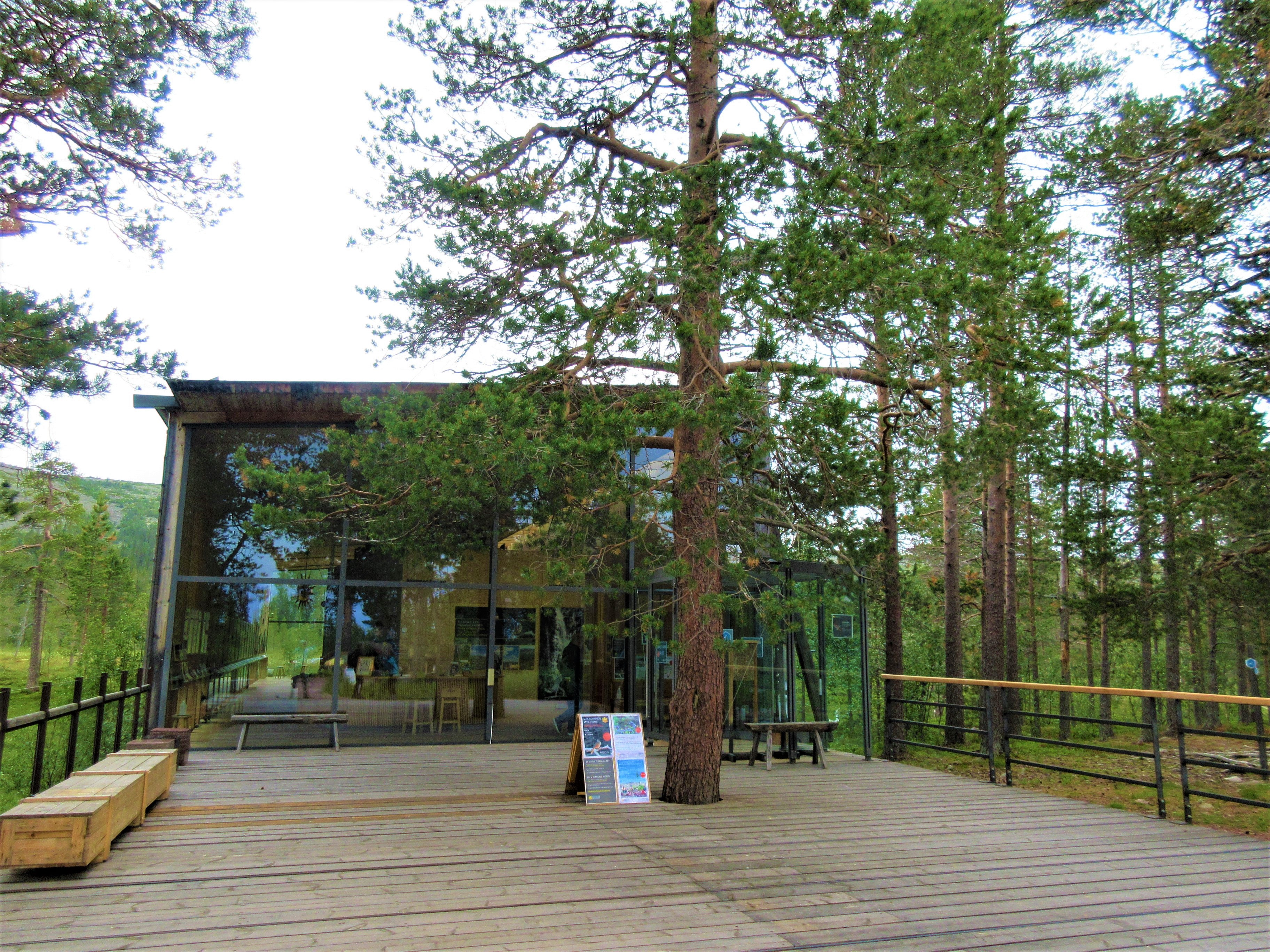
Naturum Fulufjället vid Njupeskärsentrén.
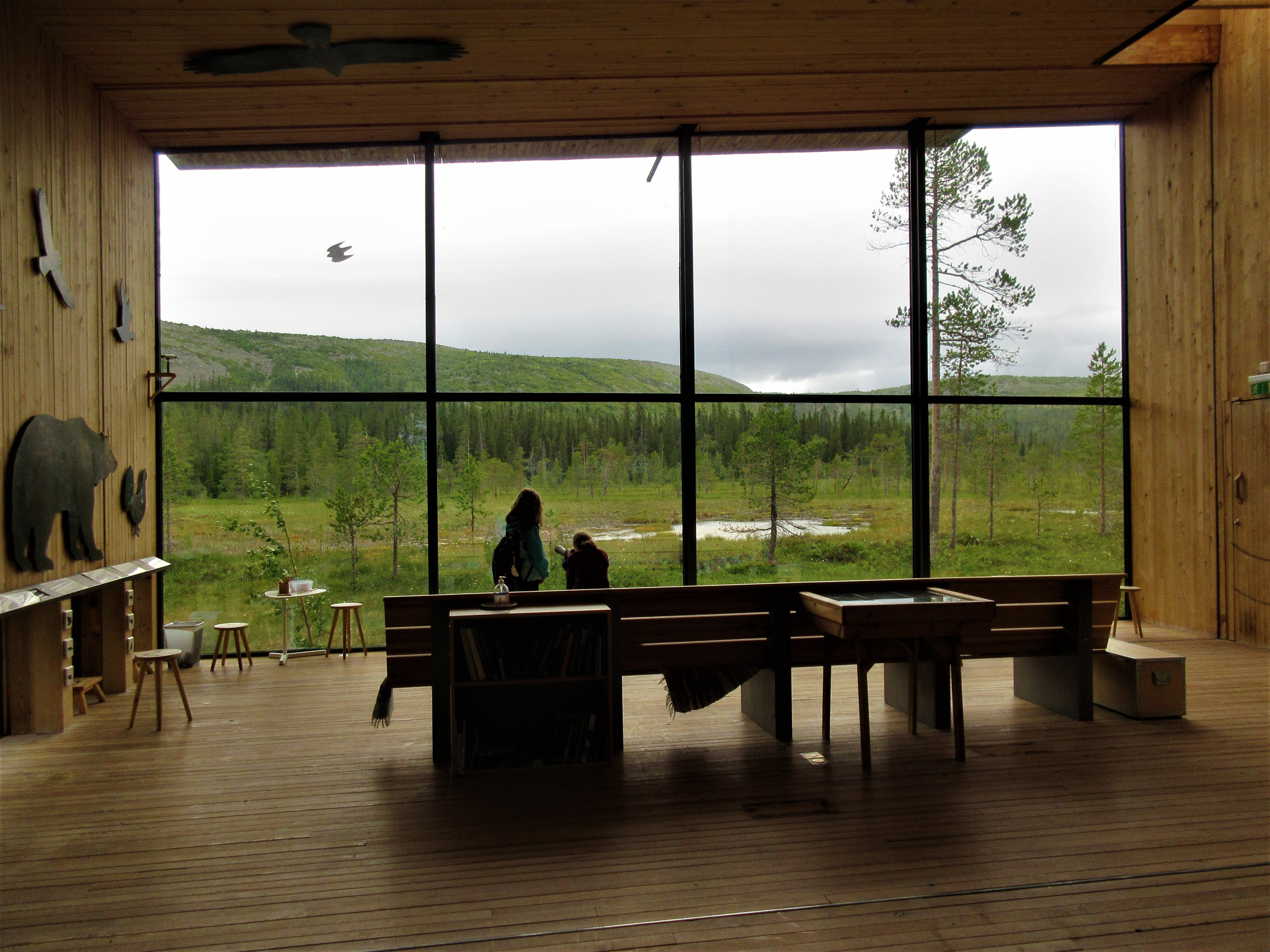
Naturum Fulufjället, interiör med stora panoramafönster med utsikt över fjällnaturen.